# Imma steganota
Imma steganota är en fjärilsart som beskrevs av Edward Meyrick 1914. Imma steganota ingår i släktet Imma och familjen Immidae. Inga underarter finns listade i Catalogue of Life.